# Chaim Kozienicki
Chaim Kozienicki (heb. חיים קוז׳ניצקי; ur. 16 czerwca 1928 w Łodzi, zm. 14 października 2021 w Tel Awiwie) – polski Żyd ocalały z Holocaustu, więzień obozu koncentracyjnego Stutthof i KL Auschwitz, autor wspomnień obejmujących pobyt w getcie łódzkim i KL Stutthof.

## Życiorys
W momencie wybuchu II wojny światowej miał 11 lat. Podczas wojny został uwięziony w getcie w Łodzi. Niedługo przed swoją bar micwą przystąpił do młodzieżowej organizacji syjonistycznej . Przebywał w getcie do czasu jego likwidacji. Potem został wysłany do KL Auschwitz, a następnie przeniesiony do KL Stutthof, skąd trafił do podobozów Stutthofu w Stołp i Burggraben. Na wiosnę 1945 ponownie powrócił do obozu macierzystego KL Stutthof, a potem uczestniczył w ewakuacji drogą morską, był m.in. świadkiem zatopienia Cap Arcona.
W wyniku ewakuacji trafił najpierw do Neustadt (w Niemczech), a później do Szwecji . Stamtąd drogą morską dostał się do Palestyny jako pasażer statku „Chaim Arlozorow”, raniony w walce z Brytyjczykami u wybrzeży Hajfy, trafił do szpitala w tym mieście, a następnie obozu internowania w Atlit. Zbiegł z obozu i pracował w kibucu Miszmar ha-Szaron. 15 maja 1948 zgłosił się na ochotnika do wojska izraelskiego. Podczas I wojny izraelsko-arabskiej walczył w szeregach Brygady Giwati, gdzie dosłużył się stopnia kaprala.
Wspomnienia z getta łódzkiego, obozu i ewakuacji opisał w książce wydanej w języku hebrajskim zatytułowanej: Neurim Batofet, którą następnie przetłumaczył na język polski i która została wydana przez Muzeum Stutthof pod tytułem: Dorastanie w piekle.